# Ottersthal
Ottersthal – miejscowość i gmina we Francji, w regionie Grand Est, w departamencie Dolny Ren.
Według danych na rok 1990 gminę zamieszkiwało 759 osób, 242 os./km².